# Dutch Open 1970

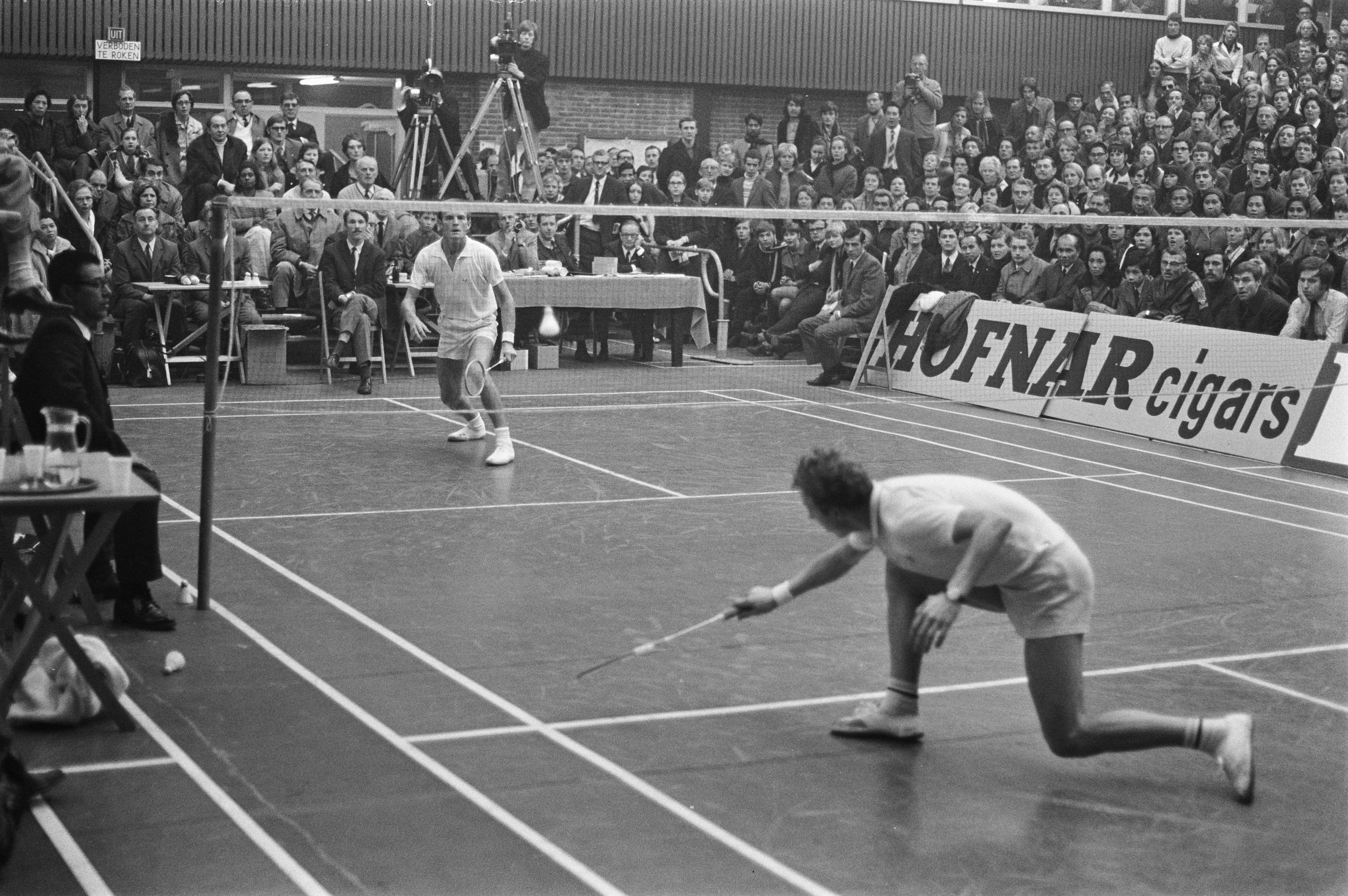
Finale im Herreneinzel bei den Dutch Open 1970

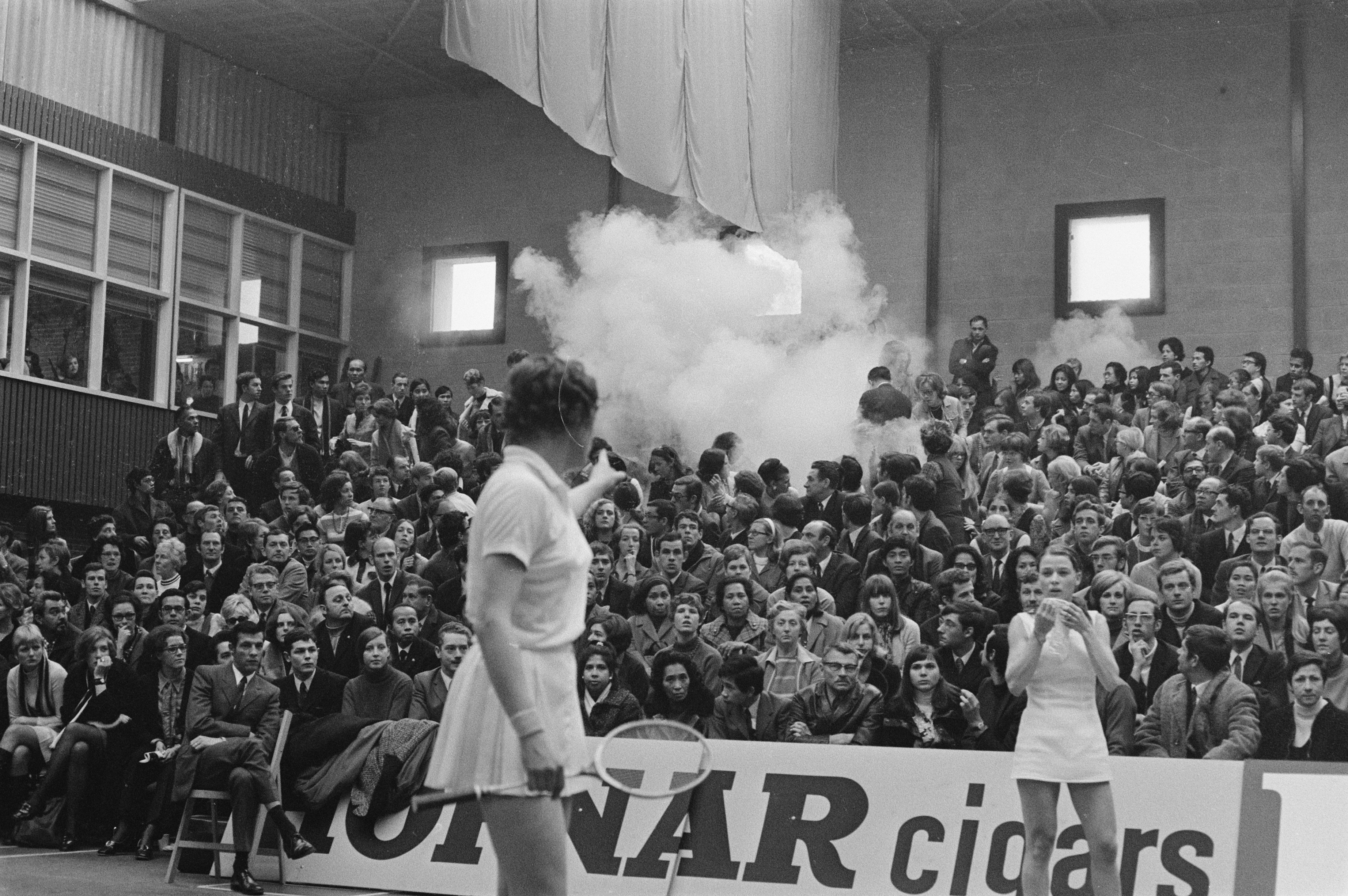
Rauchbombenattacke beim Dameneinzelfinale

Die Dutch Open 1971 im Badminton fand vom 13. bis 15. Februar 1970 in Haarlem statt. Während des Finales im Dameneinzel explodierte eine Rauchbombe der Aktionsgruppe „Zwarte Shuttle“ als Protest gegen die südafrikanische Apartheid-Politik.

## Finalergebnisse
| Disziplin    | Sieger                         | Finalist                         | Ergebnis           |
| ------------ | ------------------------------ | -------------------------------- | ------------------ |
| Herreneinzel | Elo Hansen                     | Alan Parsons                     | 15–5, 15–13        |
| Dameneinzel  | Susan Whetnall                 | Lonny Bostofte                   | 11–6, 6–11, 11–6   |
| Herrendoppel | David Eddy Roger Powell        | Roland Maywald Gerhard Kucki     | 15–8, 15–10        |
| Damendoppel  | Margaret Boxall Susan Whetnall | Irmgard Latz Marieluise Wackerow | 18–15, 12–15, 15–1 |
| Mixed        | Derek Talbot Gillian Perrin    | David Eddy Margaret Boxall       | 18–14, 15–8        |